# Эноплиды
Эноплиды (лат. Enoplida)  — отряд мелких круглых червей из класса Enoplea.

## Описание
Наземные, морские и пресноводные свободноживущие нематоды, обитают в почве, во мху, в пресной воде. Имеют 3 или 6 губ (или они отсутствуют). Кутикула гладкая. Пищевод мускулистый, обычно имеет цилиндрическую форму.

## Систематика
Существуют разные трактовки отряда. 
В узком таксономическом объёме включает 3 надсемейства, 5 семейств, 40 родов и около 400 видов (2011):
- Надсемейство Anoplostomatoidea Gerlach & Riemann, 1974
  - Семейство Anoplostomatidae Gerlach & Riemann, 1974 (2 подсемейства, 3 рода, 23 вида)
- Надсемейство Enoploidea Dujardin, 1845
  - Семейство Enoplidae Dujardin, 1845 (1 род, 51 вид)
  - Семейство Thoracostomopsidae Filipjev, 1927 (3 подсемейства, 21 род, 197 видов)
- Надсемейство Phanodermatoidea Schuurmans Stekhoven, 1935
  - Семейство Anticomidae Filipjev 1918 (Hope & Murphy, 1972) (6 родов, 63 вида)
  - Семейство Phanodermatidae Schuurmans Stekhoven, 1935 (2 подсемейства, 9 родов, 72 вида)

В широком таксономическом объёме включает до 8 подотрядов (некоторым из которых разные авторы придают ранг отдельных отрядов), 18 семейств, 224 родов и 1579 видов.
- Подотряд Alaimina
  - Надсемейство Alaimoidea 
    - Семейство Alaimidae
- Подотряд Campydorina
  - Надсемейство Campydoroidea 
    - Семейство Campydoridae
- Подотряд Enoplida incertae sedis
  - Семейство Andrassyidae
- Подотряд Enoplina
  - Надсемейство Enoploidea  
    - Семейство Anoplostomatidae
    - Семейство Anticomidae
    - Семейство Enoplidae
    - Семейство Phanodermatidae
    - Семейство Thoracostomopsidae
- Подотряд Ironina
  - Надсемейство Ironoidea   
    - Семейство Ironidae
    - Семейство Leptosomatidae
    - Семейство Oxystominidae
- Подотряд Oncholaimina
  - Надсемейство Oncholaimoidea   
    - Семейство Enchelidiidae
    - Семейство Oncholaimidae
- Подотряд Trefusiina
  - Семейство Lauratonematidae
  - Семейство Simpliconematidae
  - Семейство Trefusiidae
  - Семейство Xenellidae
- Подотряд Tripyloidina
  - Семейство Tripyloididae